# Den Bommel

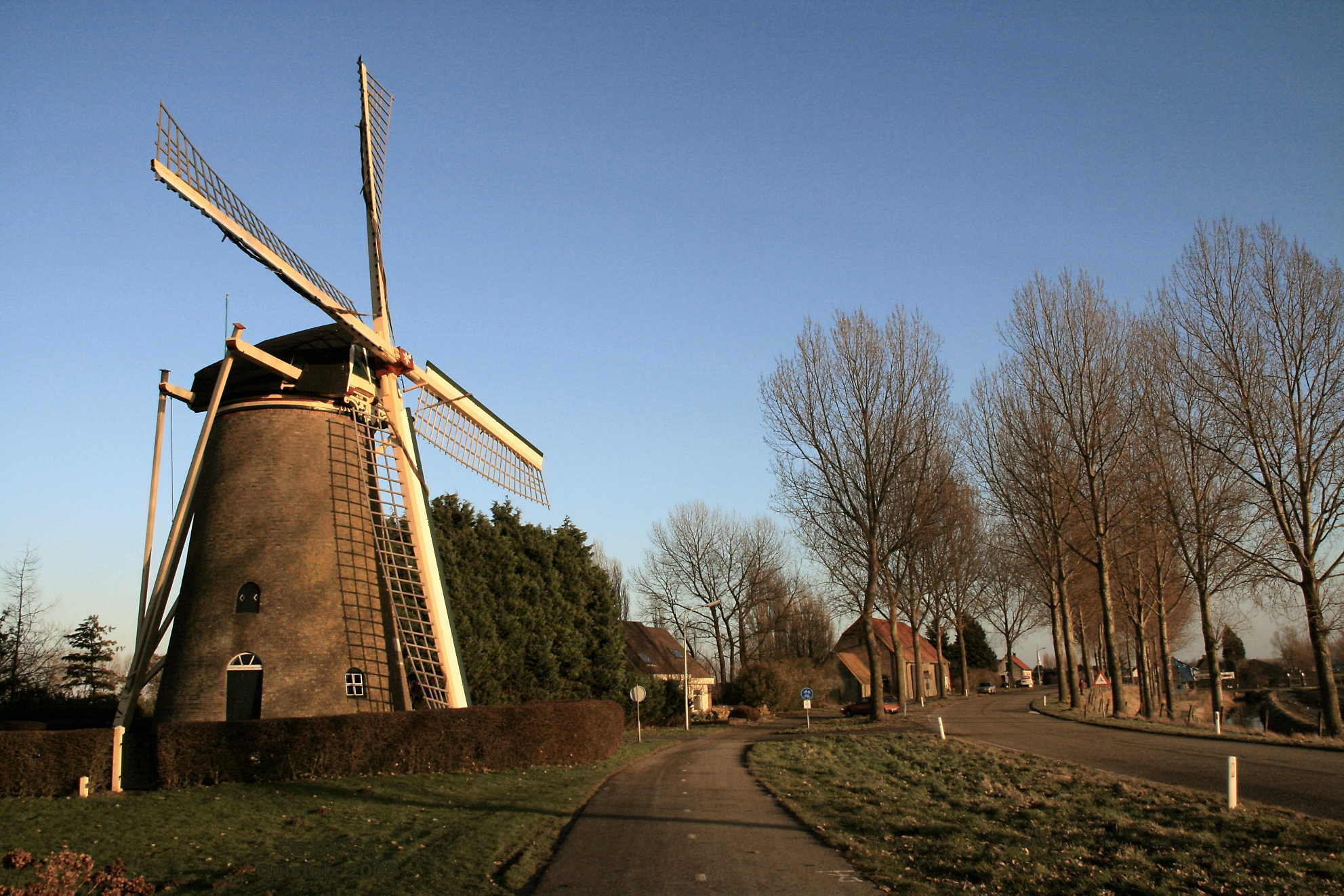
Korenmolen De Bommelaer aan de Molendijk

Den Bommel is een plaats in de gemeente Goeree-Overflakkee, in de Nederlandse provincie Zuid-Holland. Van 1811 tot 1966 was het een zelfstandige gemeente. Den Bommel telde 1729 inwoners in januari 2006 en 1.720 op 1 januari 2023.

## Geschiedenis
In 1481 ontstond de heerlijkheid Sint Adolfsland. Van 1526 tot en met 1530 werd dit gebied bedijkt en werd er een uitwateringssluis naar het Haringvliet aangelegd. Hier is Den Bommel ontstaan. De inwoners waren voornamelijk vissers op zalm en steur. Later ging men zich op de landbouw richten. In 1647 werd een eigen kerk gebouwd – tot dan kerkten de inwoners in Ooltgensplaat. Een afbeelding van deze kerk kwam later in het gemeentewapen te staan. Tot 1811 viel Den Bommel bestuurlijk gezien onder Ooltgensplaat. In dat jaar werd het een zelfstandige gemeente, tot 1966 toen de gemeenten Oude-Tonge, Ooltgensplaat en Den Bommel werden samengevoegd tot de gemeente Oostflakkee. In 2013 werd Den Bommel onderdeel van de gemeente Goeree-Overflakkee.
Bij de watersnood van 1953 vielen in Den Bommel negen slachtoffers.

## Veerdienst
Van april 1938 tot 1964 onderhield de veerboot Prinses Beatrix de veerdienst tussen Den Bommel en Numansdorp. Na de aanleg van de weg over het Hellegatsplein kwam deze te vervallen. De veerdienst werd geëxploiteerd door rederij Van der Schuyt (later: SBS), die ook de veerdienst vanuit de Galatheese haven (bij Ooltgensplaat) naar Dintelsas exploiteerde. De veerboot Prinses Beatrix was een voormalige Rijnveerboot, die als "Bad Honnef" tussen ca. 1928 en 1935 de dienst tussen Bad Honnef en Remagen onderhield. De boot was oorspronkelijk in 1926 gebouwd op een werf in Bolnes/Slikkerveer. In maart 2008 is op initiatief van watersportvereniging "Het Bommelse Gors" een informatiebord geplaatst op het haventerrein, om de herinnering aan de veerdienst levend te houden.

## Bekende personen uit Den Bommel
De schrijver Tomas Ross (pseudoniem van Willem Hogendoorn) is hier in 1944 geboren.

## Kerken

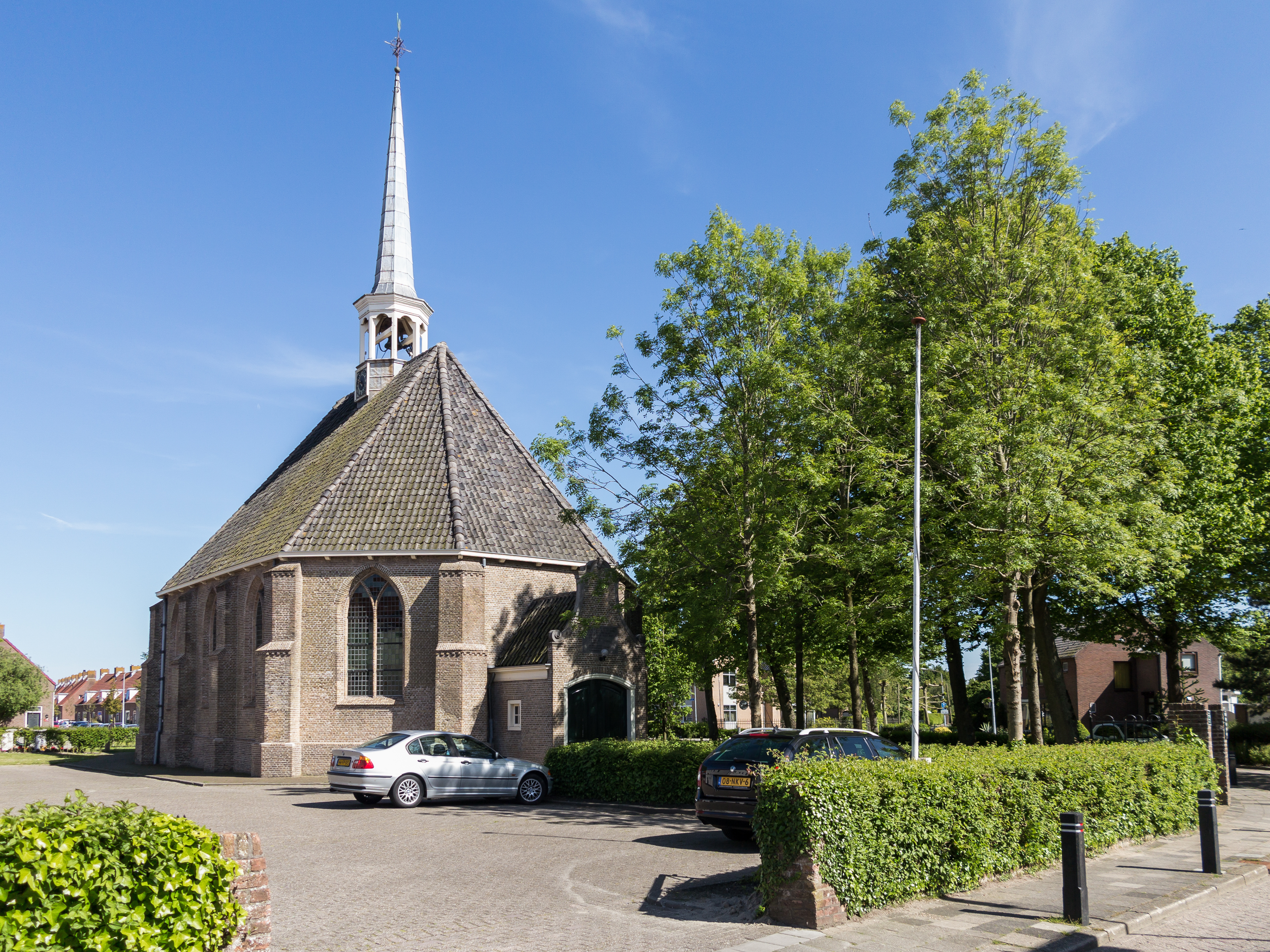
De Nederlands-hervormde kerk

De oudste kerk in Den Bommel is de Hervormde kerk aan de Voorstraat, een zaalkerk uit 1647 met een portaaltje met ingezwenkte topgevel in Lodewijk XV-trant van 1779. Dit rijksmonument is gerestaureerd in 1963. Deze kerk wordt nog steeds gebruikt door de Hervormde gemeente die deel uitmaakt van de PKN. 
In 2004 behoorde de Gereformeerde Kerk van Den Bommel tot de zeven oprichters van de Voortgezette Gereformeerde Kerken in Nederland, omdat zij zich niet kon vinden in het samengaan met andere protestantse kerken in de Protestantse Kerk in Nederland (PKN). Per 1 januari 2005 werd zij echter alsnog lid van de PKN. 
Het aantal kerkgangers neemt de afgelopen jaren in beide gemeenten geleidelijk af, maar er zijn wekelijks erediensten op zondag.

## Ollie B. Bommel

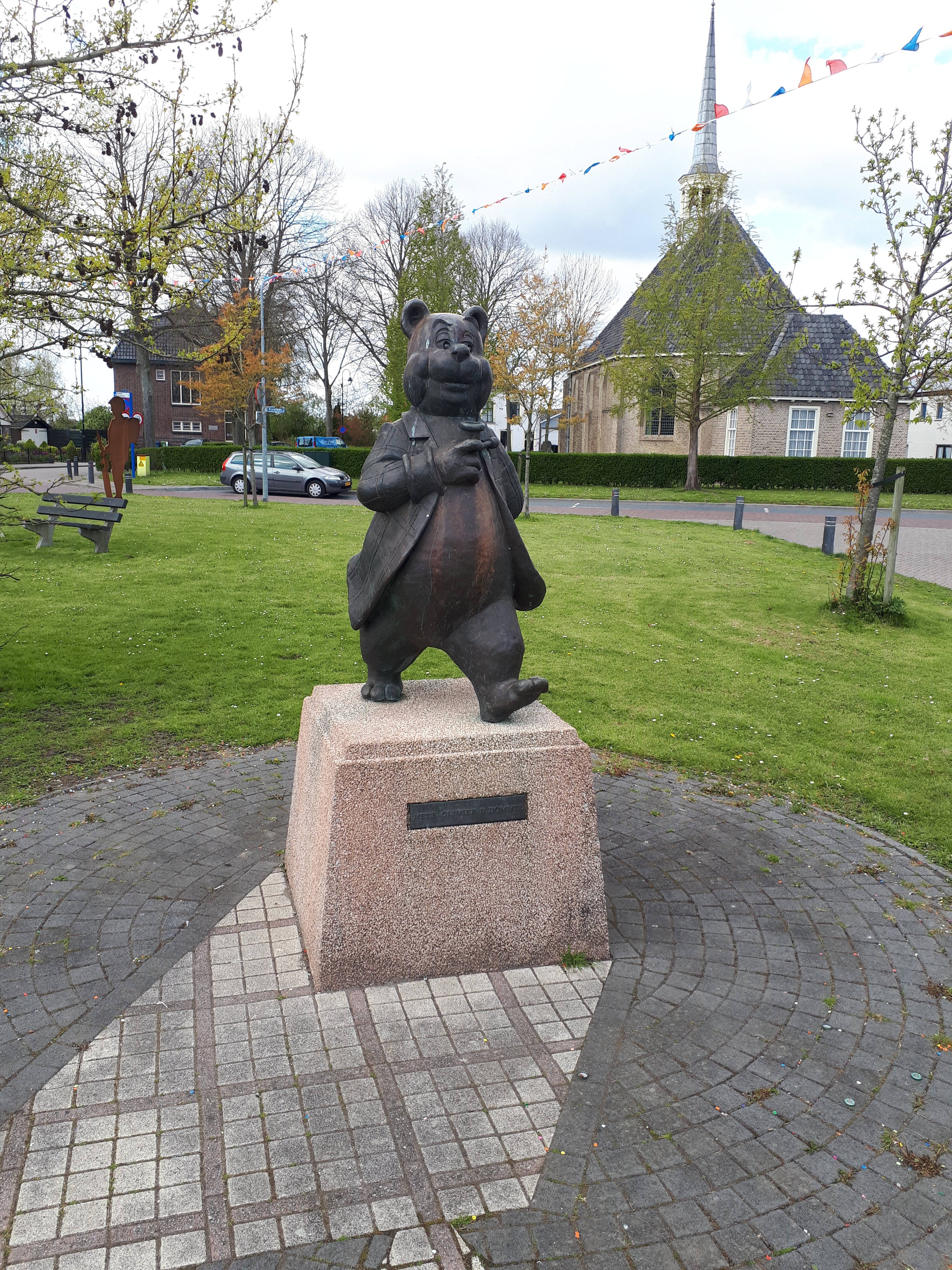
Standbeeld van Olivier B. Bommel

Op 14 april 1964 werd te Den Bommel een standbeeld van Ollie B. Bommel onthuld door Jeanette Toonder, dochter van Marten Toonder. Zij verving haar vader die wegens ziekte was verhinderd. Het beeld, uit chamotteklei vervaardigd door de Schiedamse beeldhouwer André Henderickx, was een initiatief van het Leidse studentendispuut Ollie B.
Toen Frits Henderickx (broer van de beeldhouwer) en Jan Kemps dertig jaar later zagen dat het beeld was vervallen, besloten zij het te vervangen door een beeld van brons. Begin 1995 richtten zij daartoe het Genootschap Heren van Stand op dat in 1997 over de benodigde fondsen beschikte en de Schiedamse kunstenaar Harr Wiegman de opdracht gaf een nieuw beeld te ontwerpen. Op 24 mei 1997 werd het bronzen beeld onthuld door Eiso Toonder, de zoon van Marten Toonder. Het oude beeld bleef in Den Bommel; het heeft jaren in de openbare basisschool 'Ollie B. Bommel' gestaan. Sinds december 2016 staat het oude beeld in zorgcentrum 'Tuindorp'.